# Felix Schloemp

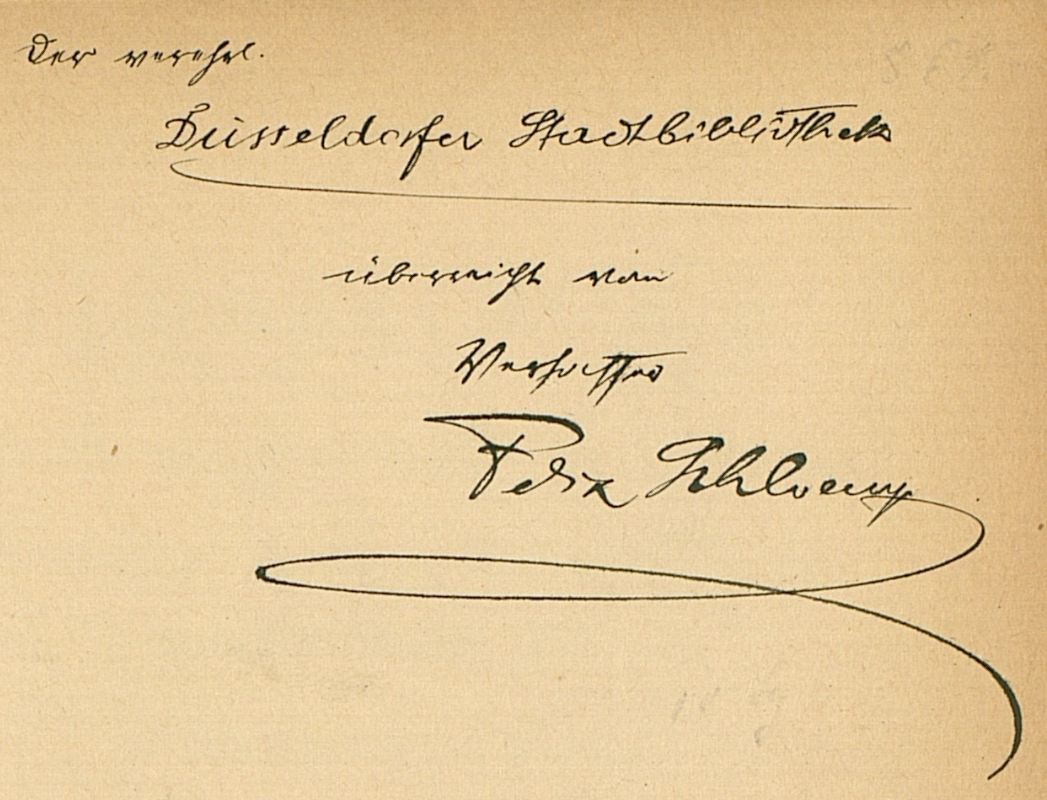
Autograph Schloemps von 1909

Felix Schloemp (* 5. September 1880 in Leipzig; † 1916 in Russland) war ein deutscher Buchhändler, Bibliotheksassistent, Redakteur der Lustigen Blätter, Herausgeber und freier Schriftsteller.

## Werke (Auswahl)
- Die meschuggene Ente. Die 200 ulkigsten Enten, die im Blätterwalde deutscher Zeitungen unfreiwillig ausgebrütet worden sind. In Freiheit dressiert und vorgeführt von Felix Schloemp. Georg Müller Verlag München 1909; Hildesheim: Olms Presse, 2007, in Antiqua gesetzter Nachdruck der Frakturausgabe München und Leipzig 1909, Mit [...] einführenden Bemerkungen zu Anfang und Ente von Georg Ruppelt, ISBN 978-3-487-08479-4
- Der tolle Koffer. Eine ff. prima Musterkollektion der besten Witze, Schnurren und Anekdoten von Reisenden und Kaufleuten. Georg Müller Verlag, Leipzig 1910.
- Der perverse Maikäfer. Galante und ungalante Satiren. Georg Müller Verlag, München 1910.
- Der gekitzelte Aeskulap. Eine kräftige Dosis der medicynischen Witze und Schnurren von Aerzten, Patienten und lustigen Studenten. Georg Müller Verlag, München 1910.
- Die Über-Ente. Ein lustigtoller Rekordflug von 300 neuen meschuggen Enten so von allerlei Zeitungen unfreiwillig losgelassen wurden. Georg Müller Verlag, München 1910.
- Das Gespensterbuch. Georg Müller Verlag, München 1913.
- Liebe und Trompetenblasen. Lustige Soldaten- und Kriegslieder aus alter und neuer Zeit. Georg Müller Verlag, München 1914.
- Das unheimliche Buch. Georg Müller Verlag, München 1914 (dieses Buch befand sich während der Zeit des Nationalsozialismus ab 1938 auf der Liste des schädlichen und unerwünschten Schrifttums[2])